# Chiesa del Santissimo Cuore di Gesù (Terlano)
La chiesa del Santissimo Cuore di Gesù (in tedesco Herz Jesu Kirche) è la parrocchiale di Settequerce, frazione di Terlano in Alto Adige. Appartiene al decanato di Terlano-Meltina della diocesi di Bolzano-Bressanone e risale al XX secolo.

## Storia

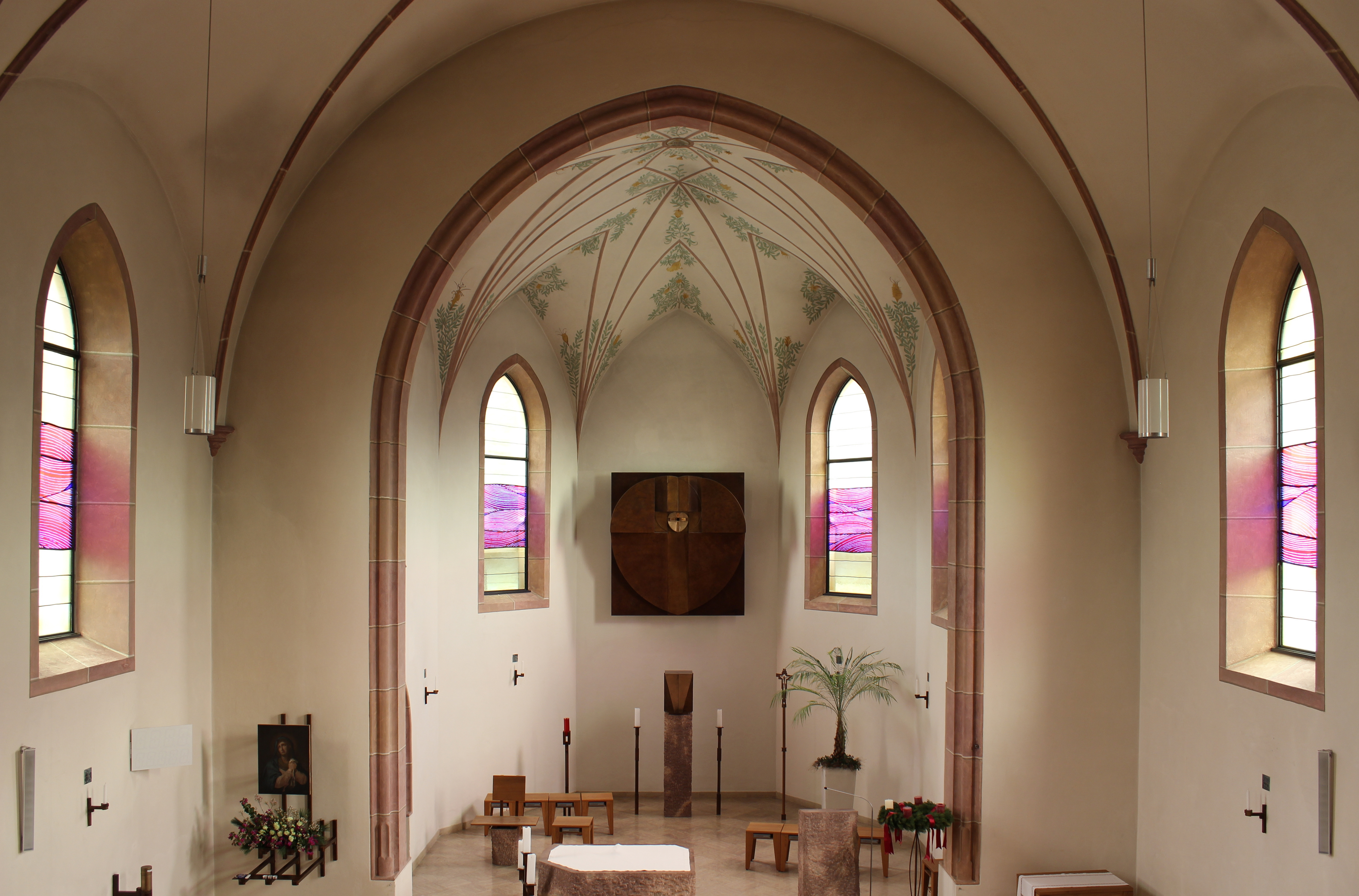
Interno della parrocchiale.

La parrocchiale di Settequerce venne edificata sotto la direzione del tirolese Karl Atz nei primi anni del XX secolo ed ultimata entro il 1913. I lavori furono terminati prima che il territorio entrasse a far parte del Regno d'Italia e quindi con la supervisione dei responsabili a Terlano dell'Impero austro-ungarico. La solenne consacrazione fu celebrata il 25 novembre 1913.
Duarante il secondo dopoguerra, in due momenti successivi, è stata oggetto di importanti lavori di restauro conservativo e durante tali interventi sono stati sostituiti gli arredi interni originali. Il camposanto vicino alla chiesa è stato costruito nel 1960 e nel 1984 è stato costruito l'organo a canne dalla ditta tirolese Pirchner-Reinisch dal Tirolo. L'ultimo ciclo di restauri è stato realizzato nel secondo decennio del XXI secolo.

## Descrizione

### Esterno
Il luogo di culto, compreso tra i beni architettonici dell'Alto Adige, si trova in posizione leggermente decentrata nella frazione di Settequerce. Il prospetto principale è a capanna con uno zoccolo sporgente che circonda anche il resto della struttura. Il portale è in una cornice lapidea leggermente stromata e con arco a sesto acuto protetto da una tettoia in metallo e sormontato, in asse, da un oculo con apertura cruciforme. La torre capnaria è sporgente nella parte centrale superiore della facciata. La cella campanaria si apre con quattro finestre a monofora e la copertura apicale è a forma di piramide a base quadrata leggermente svasata in basso.

### Interno
La navata interna è unica e molto luminosa, ricevendo luce da grandi finestre con arco a sesto acuto e con vetrate policrome. L'organo a canne si trova in controfacciata.